# Park im. Miasta Roth w Raciborzu
Park im. Miasta Roth (zwany także parkiem łabędziowym, dawniej Eichendorffpark od nazwiska poety Josepha von Eichendorffa) – park w Raciborzu, położony w dzielnicy Nowe Zagrody pomiędzy ulicami Opawską, Bema i Kochanowskiego, na terenie dawnego cmentarza katolicko-ewangelickiego. Nazwa parku została nadana ku czci miasta Roth w Bawarii, z którym Racibórz ma podpisaną umowę partnerską.

## Charakterystyka

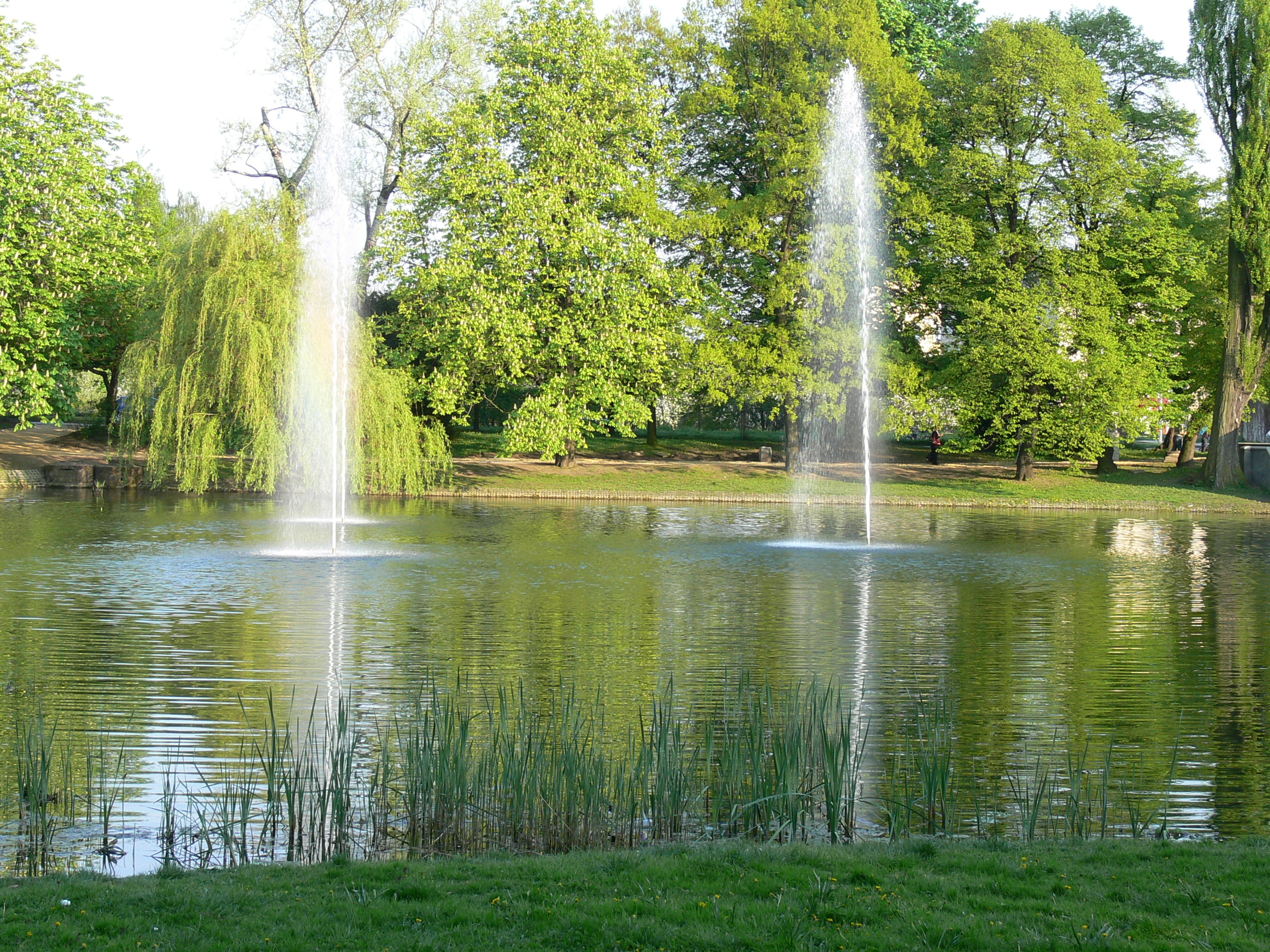
Staw i 3 fontanny

Na terenie parku znajduje się staw o powierzchni około 10 000 m², na którym znajduje się zadrzewiona wysepka. Park ma rozbudowaną sieć ścieżek spacerowych oraz ogrodzony plac zabaw dla dzieci, nie ma jednak oświetlenia. W parku znajdują się cztery pomniki przyrody objęte ochroną prawną: bluszcz pospolity, cypryśnik błotny, grab pospolity oraz jesion wyniosły. Staw zasilany jest ze sztucznego strumienia, a także fontanny, o trzech dyszach, z których woda tryska pod ciśnieniem na wysokość 12 metrów. Przy stawie znajduje się również zabytkowy, odremontowany budynek szaletu, którego dach stanowi taras widokowy.
Na zachód od stawu znajdują się pozostałości po pomniku ku czci poległych w czasie I wojny światowej z 1926 roku, a mianowicie boczne balustrady z ławkami.

## Historia
W części zachodniej parku znajdował się dawny cmentarz katolicko-ewangelicki, który istniał od 1807 roku do lat 50. XX wieku. 13 września 1925 roku podczas I Górnośląskiej Olimpiady, która odbywała się w Raciborzu, pochód zmierzający na nowe kąpielisko miejskie zatrzymał się na cmentarzu, gdzie przy pomniku poległych podczas I wojny światowej oraz wojny francusko-pruskiej uczczono pamięć zmarłych.

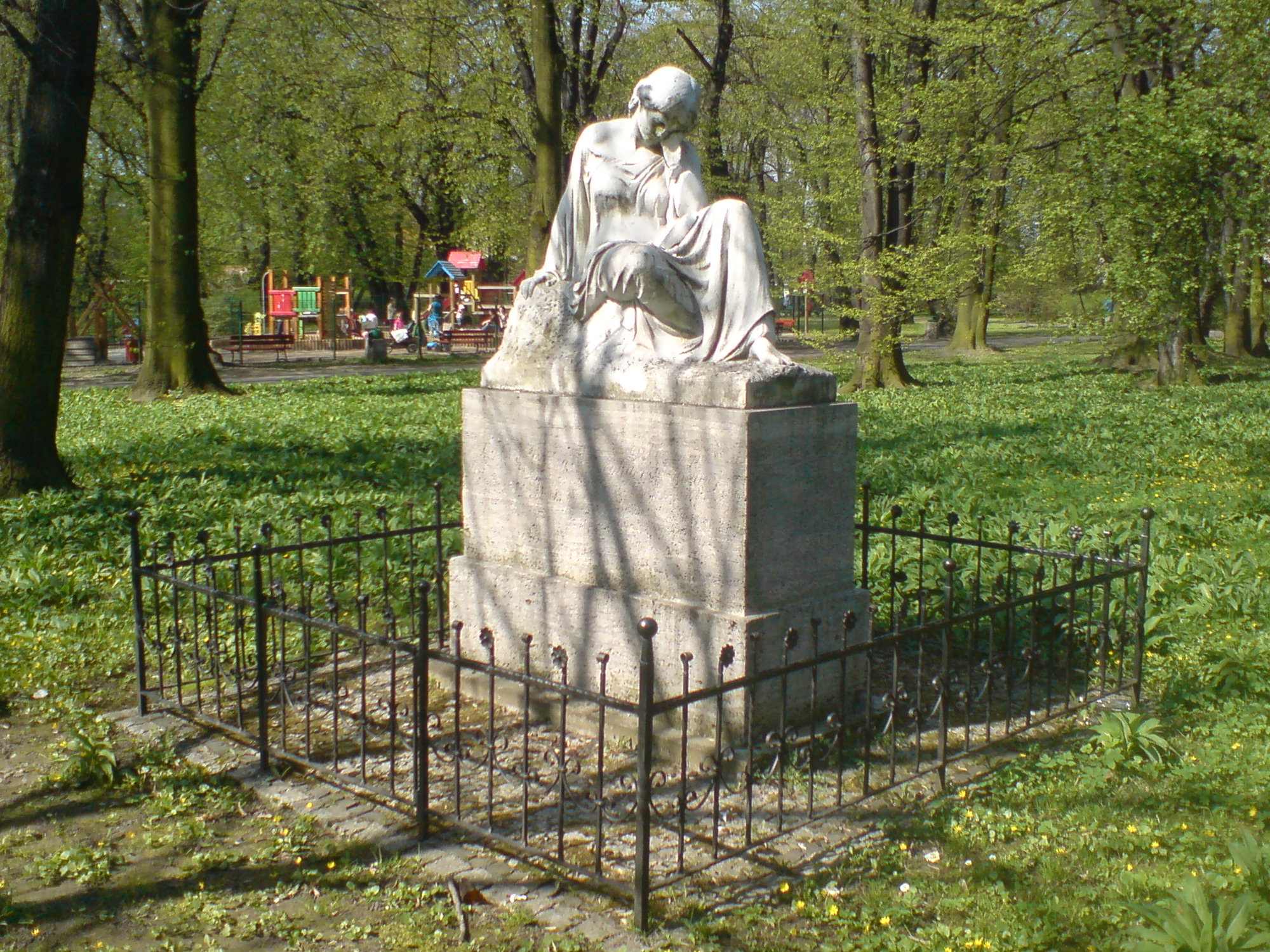
Park im. Miasta Roth – nagrobek z 1915 roku

Przed wojną istniał również park, zwany Parkiem Eichendorffa (niem. Eichendorffpark), który przylegał do cmentarza. W 1914 roku władze miasta wykupiły od rodziny Zender nieużytki, które znajdowały się obok szpitala miejskiego przy ul. Bema i cmentarza katolicka-ewangelickiego przy ul. Opawskiej. W 1920 roku Sußmann, architekt terenów zielonych z Jeleniej Góry miał za zadanie opracować plan parku, który miał powstać na wykupionych terenach. Na jego planach w centralnej części parku miał się znaleźć staw o powierzchni około jednego hektara, wokół którego poprowadzono alejki wśród drzew. Staw nazwano stawem gondolowym (niem. Gondelteich). Służył on w lecie mieszkańcom do przejażdżek łodziami, a w zimie jako lodowisko. Łodzie znajdowały się przy pomoście od strony ul. Bema. Obok pomostu znajdował się drewniany domek, w którym była piwiarnia oraz kwiaciarnia. Po wojnie w tym domku mieścił się oddział Polskiego Towarzystwa Turystyczno-Krajoznawczego. Staw zasilały w wodę cztery studnie artezyjskie, tzw. łaźnie Keila przy ul. Warszawskiej. Oprócz tego przy stawie wybudowano murowany budynek, w którym znajdowała się piwiarnia i publiczna toaleta, z której zanieczyszczenia były przepompowywane do miejskiej sieci kanalizacyjnej, a nie do stawu. Budynek posiadał także taras, na którym znajdowały się stoliki oraz specjalne miejsce dla orkiestry dętej, która miała zwyczaj grać tam w niedzielne popołudnie. W 1926 roku nieopodal stawu, na zachód od niego wzniesiono pomnik poległych w czasie I wojny światowej. W latach 20. XX wieku park był ulubionym miejscem wypoczynku i sportu mieszkańców miasta; w zimie urządzano tam lodowisko, na którym w latach 30. odbyły się mistrzostwa Niemiec w łyżwiarstwie figurowym.
Po likwidacji cmentarza w latach 50. XX wieku rozebrano kaplicę cmentarną i nagrobki i do dziś zachowało się ich tylko kilka. Przy starym szpitalu znajduje się rzeźba nagrobna wykonana z białego marmuru, przedstawiająca kobietę w luźnej sukni ze spuszczoną głową, którą wspiera jej dłoń oparta na nieobrobionym kamieniu. Rzeźba znajduje się na czworobocznym cokole, a stworzył ją R. Felderhoff. Rzeźba była elementem nagrobka Ludwika Reinersa, który zmarł w 1915 roku. W czasie kiedy cmentarz zamieniano na park, Kazimierz Świtliński, ówczesny szef zieleni miejskiej postarał się, aby ścieżki spacerowe biegły starymi alejkami cmentarnymi, a nie po grobach. Architekt Sußmann w swoich planach zakładał również przekształcenie cmentarza w park i połączenie go z parkiem Eichendorffa. Po wojnie przy stawie znajdowała się restauracja Rybaczówka.

## Mapa
|  |  |  | Mapa Parku im. Miasta Roth |